# Kleinbahn Philippsheim-Binsfeld 1–2
Die Tenderlokomotiven Kleinbahn Philippsheim-Binsfeld 1–2 wurden von der Maschinenbau-Gesellschaft Heilbronn für die Kleinbahn Philippsheim–Binsfeld gebaut. Sie waren von 1899 bis zur Betriebseinstellung 1965 im Einsatz.
Die Lokomotiven behielten ihre Nummern auch unter der Betriebsführung der Deutschen Eisenbahn-Gesellschaft. Beide Lokomotiven blieben nach dem Abbau der Bahnlinie als Denkmal erhalten.

## Geschichte und Einsatz

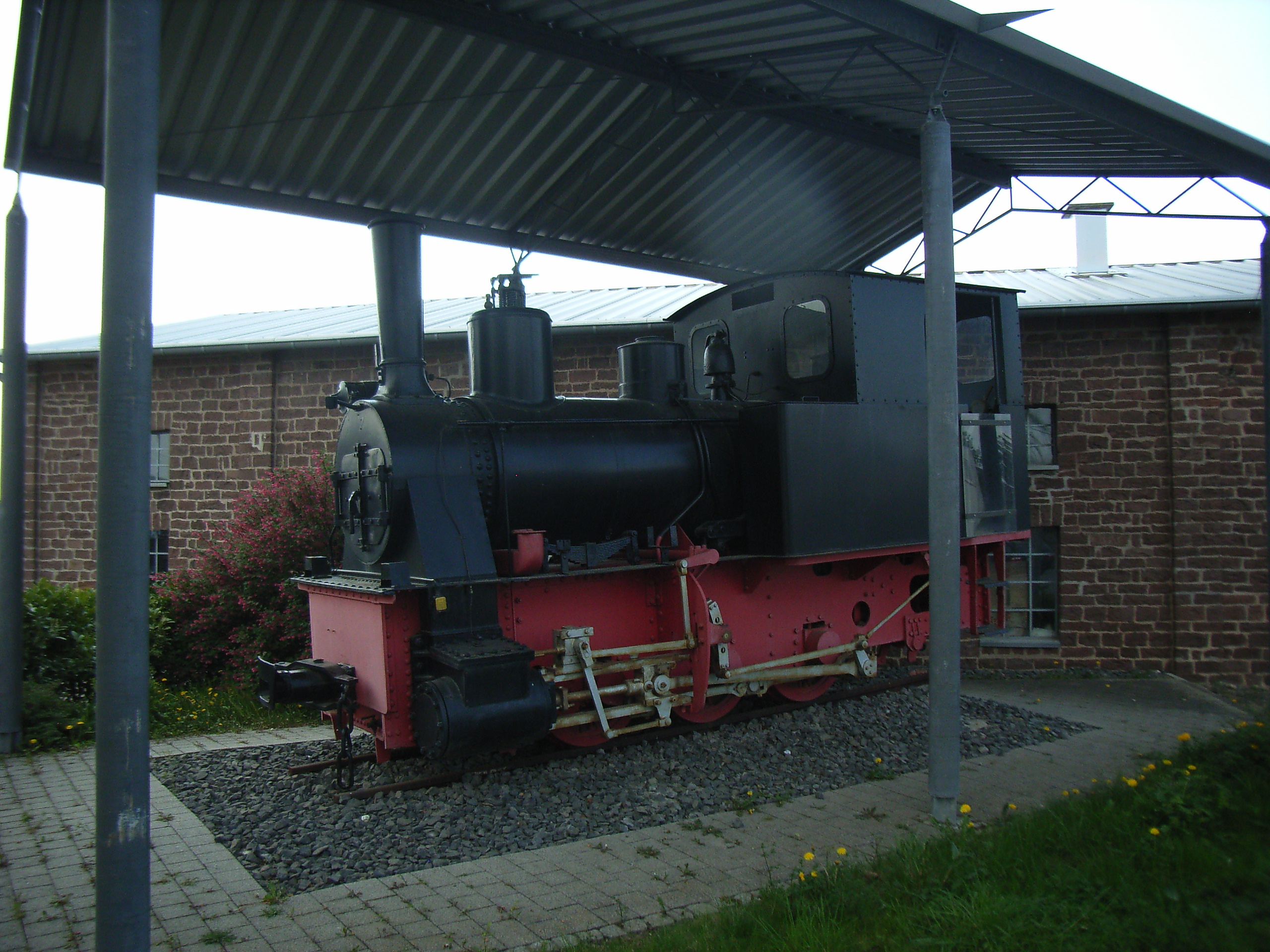
Lokomotive 2 als Denkmalslok am Lokschuppen in Binsfeld (2011)

Die einzigen Lokomotiven der Kleinbahn Philippsheim–Binsfeld wurden von Regierungsbaumeister Höschele, der seinerzeit Bauleiter der Allgemeinen Deutschen Kleinbahn-Gesellschaft und Pächter der Kleinbahn war, bestellt.
Die dreiachsigen Nassdampflokomotiven mit der Fabriknummer 370 und 371 sind intern vom Hersteller als Typ VIIa bezeichnet. Während des Betriebes im Personen- und der Güterzugdienst, wobei das Führerhaus stets Richtung Philippsheim ausgerichtet war, gab es niemals Bestrebungen, die Lokomotiven durch andere Fahrzeugtypen zu ersetzen. Bemerkenswert ist, dass auf der Strecke Steigungen bis 30 ‰ vorhanden waren und die Züge keine durchgehende Bremse besaßen. Die Lokomotiven erhielten erst später eine Dampfbremse.
Kleinere Reparaturen an den Loks wurden im Lokschuppen Binsfeld, größere im Werk Andel der Moselbahn ausgeführt. Für Kesselprüfungen war die Zweigstelle Trier des Dampfkesselvereins Koblenz zuständig.
Das Betriebsbuch der Lok 2 ist erhalten geblieben. Danach war die Lokomotive von 1931 bis 1932 337 Tage und von 1941 bis 1944 435 Tage abgestellt. Ab Anfang Juli 1965 war die Lok 1 nicht mehr einsatzfähig, sodass die Lok 2 den Betrieb bis zur Stilllegung alleine abwickeln musste. Die Nummer 1 befindet sich heute im historischen Bw Gerolstein, die Lokomotive 2 wurde beim ehemaligen Lokschuppen in Binsfeld als Denkmal aufgestellt. Sie besitzt eine wetterfeste Überdachung.

## Technische Beschreibung
Die Lokomotiven waren nach der Typenreihe VIIa der Maschinenbau-Gesellschaft Heilbronn gebaut. Der Lokhersteller, der 1859 mit dem Bau von Bau- und Industrielokomotiven begonnen hatte, hatte frühzeitig Einheitstypen entwickelt, um die Produktion bei schwankenden Verkaufszahlen kontinuierlich zu halten.
Die gebaute Zahl dieser Typenreihe ist nicht bekannt. Die Lokomotiven waren mit einem Außenrahmen ausgerüstet, die drei Gusseisen-Scheibenräder mit Stahlbandagen wurden von den Treib- und Kuppelstangen über Hallsche Kurbeln angetrieben. Sie waren mit einem zylinderförmigen Sandkasten mit gerader Deckplatte ausgestattet und hatten eine geteilte Rauchkammertür sowie rechteckige Führerstandsfenster. Die Federung war oberhalb der Räder und des Rahmens mit Blattfedern ausgeführt.
Die Dampfmaschine arbeitet nach dem Nassdampfverfahren. Die Steuerung erfolgt mit Flachschiebern der Bauart Heusinger, die fast gerade lagen.
Mit einem Pulsometer konnte unterwegs an einem Bach oder Brunnen Wasser gefasst werden. Weitere Ausstattungsmerkmale waren eine Dampfstrahlpumpe der Bauart Strube für eine Leistung von 80 l/Minute, ein Handsandstreuer, eine Schmierölpresse und ein Läutewerk der Bauart Latowski. Anfangs besaß die Lokomotive eine Petroleum-Beleuchtung, die ab 1961 durch eine elektrische Beleuchtung mit einem Turbogenerator ersetzt wurde. Die Maschinen besaßen lediglich eine Wurfhebelbremse, erst später wurde eine Dampfbremse nachgerüstet. Mit einer Mittelpufferkupplung mit Zughaken und -kette war ein Durchfahren von engen Gleisbögen problemlos möglich.